# Linas
Linas és un municipi francès, situat al departament de l'Essonne i a la regió de Illa de França. L'any 2007 tenia 6.290 habitants.
Forma part del cantó de Longjumeau i del districte de Palaiseau. I des del 2016 de la Comunitat d'aglomeració París-Saclay.

## Demografia

### Població
El 2007 la població de fet de Linas era de 6.290 persones. Hi havia 2.230 famílies, de les quals 506 eren unipersonals (239 homes vivint sols i 267 dones vivint soles), 615 parelles sense fills, 960 parelles amb fills i 149 famílies monoparentals amb fills.
La població ha evolucionat segons el següent gràfic:
Habitants censats

### Habitatges
El 2007 hi havia 2.426 habitatges, 2.253 eren l'habitatge principal de la família, 25 eren segones residències i 148 estaven desocupats. 1.763 eren cases i 598 eren apartaments. Dels 2.253 habitatges principals, 1.680 estaven ocupats pels seus propietaris, 497 estaven llogats i ocupats pels llogaters i 76 estaven cedits a títol gratuït; 136 tenien una cambra, 223 en tenien dues, 357 en tenien tres, 516 en tenien quatre i 1.020 en tenien cinc o més. 1.818 habitatges disposaven pel capbaix d'una plaça de pàrquing. A 991 habitatges hi havia un automòbil i a 1.100 n'hi havia dos o més.

### Piràmide de població
La piràmide de població per edats i sexe el 2009 era:
| Homes | Edats   | Dones |
| ----- | ------- | ----- |
| 0     | 95 o +  | 4     |
| 0     | 90 a 94 | 4     |
| 4     | 85 a 89 | 32    |
| 8     | 80 a 84 | 24    |
| 32    | 75 a 79 | 52    |
| 68    | 70 a 74 | 36    |
| 88    | 65 a 69 | 88    |
| 116   | 60 a 64 | 116   |
| 160   | 55 a 59 | 132   |
| 208   | 50 a 54 | 220   |
| 220   | 45 a 49 | 220   |
| 156   | 40 a 44 | 184   |
| 196   | 35 a 39 | 172   |
| 224   | 30 a 34 | 176   |
| 180   | 25 a 29 | 212   |
| 168   | 20 a 24 | 180   |
| 172   | 15 a 19 | 160   |
| 124   | 10 a 14 | 144   |
| 224   | 5 a 9   | 144   |
| 192   | 0 a 4   | 116   |

## Economia
El 2007 la població en edat de treballar era de 4.268 persones, 3.265 eren actives i 1.003 eren inactives. De les 3.265 persones actives 3.027 estaven ocupades (1.690 homes i 1.337 dones) i 239 estaven aturades (121 homes i 118 dones). De les 1.003 persones inactives 317 estaven jubilades, 353 estaven estudiant i 333 estaven classificades com a «altres inactius».

### Ingressos
El 2009 a Linas hi havia 2.235 unitats fiscals que integraven 6.109,5 persones, la mediana anual d'ingressos fiscals per persona era de 23.872 €.

### Activitats econòmiques
Dels 336 establiments que hi havia el 2007, 4 eren d'empreses alimentàries, 2 d'empreses de fabricació de material elèctric, 15 d'empreses de fabricació d'altres productes industrials, 70 d'empreses de construcció, 100 d'empreses de comerç i reparació d'automòbils, 18 d'empreses de transport, 15 d'empreses d'hostatgeria i restauració, 9 d'empreses d'informació i comunicació, 10 d'empreses financeres, 14 d'empreses immobiliàries, 37 d'empreses de serveis, 20 d'entitats de l'administració pública i 22 d'empreses classificades com a «altres activitats de serveis».
Dels 94 establiments de servei als particulars que hi havia el 2009, 1 era una oficina de correu, 1 una oficina bancària, 14 tallers de reparació d'automòbils i de material agrícola, 1 taller d'inspecció tècnica de vehicles, 2 establiments de lloguer de cotxes, 1 autoescola, 11 paletes, 9 guixaires pintors, 6 fusteries, 11 lampisteries, 7 electricistes, 13 empreses de construcció, 2 perruqueries, 8 restaurants, 4 agències immobiliàries, 2 tintoreries i 1 saló de bellesa.
Dels 15 establiments comercials que hi havia el 2009, 1 era una gran superfície de material de bricolatge, 3 fleques, 1 una fleca, 2 peixateries, 1 una peixateria, 2 botigues d'electrodomèstics, 2 botigues de mobles, 1 una botiga de mobles, 1 una botiga de material de revestiment de parets i terra i 1 una joieria.
L'any 2000 a Linas hi havia 3 explotacions agrícoles.

## Equipaments sanitaris i escolars
Els 2 equipaments sanitaris que hi havia el 2009 eren farmàcies.
El 2009 hi havia 1 escola maternal i 1 escola elemental.

## Poblacions més properes
El següent diagrama mostra les poblacions més properes.